# Субгеоантикліналь
Субгеоантикліналь (рос. субгеоантиклиналь, англ. subgeoanticline, нім. Subgeoantiklinale f) – зона відносного підняття земної кори на платформі у певний історико-тектонічний етап. Для субгеоантикліналі характерна порівняно невелика потужність осадів і неповнота розрізу платформних формацій.